# Luna Haruna
Aya Itō (jap. 伊藤 彩 Itō Aya; ur. 11 października 1991 w Tokio) – japońska piosenkarka i modelka lepiej znana pod pseudonimem scenicznym Luna Haruna (jap. 春奈 るな Haruna Luna). Od 15 czerwca 2022 roku jest niezależną artystką i nie podlega żadnej z wytwórni. Jej fani nazywani są „Luna Mitsuru”.

## Biografia

### Wczesne życie
Luna od dziecka interesowała się anime i muzyką, w wieku pięciu lat postanowiła zostać piosenkarką po usłyszeniu piosenki „Otome no Policy” z anime „Sailor Moon R”. W pierwszej klasie gimnazjum miała obsesję na punkcie postaci Gothic Lolity, którą znalazła w mandze, z tego też powodu zaczęła kolekcjonować ubrania. W trzeciej klasie gimnazjum wzięła udział w przesłuchaniu do internetowego programu radiowego Rental Magica i została wybrana do wykonania tematu otwierającego. Stała się popularna jako amatorska modelka imoto-kei w magazynie modowym Kera, kiedy była w drugiej klasie liceum, pracowała jako modelka dla Marui. Zyskała popularność, gdy została finalistką czwartego All-Japan Anime Song Grand Prix.
W wywiadzie dla japońskiego portalu rozrywkowego Nihongogo Luna dzieli się swoimi inspiracjami stojącymi za jej karierą „Jeśli chodzi o telewizję i anime, dorastałam, oglądając i śpiewając piosenki z Sailor Moon. Jeśli chodzi o artystów muzycznych, naprawdę zainspirowała mnie Chiaki Ishikawa, a także ALI PROJECT. Kiedy oglądałam ich występy, byłam naprawdę zdumiona siłą muzyki i piosenek. To naprawdę zainspirowało mnie do zostania muzykiem i artystą”.

### 2011–2016: Oficjalny debiut, pierwszy album „Overfly” i drugi „Candy Lips” oraz soundtracki do anime
Haruna oficjalnie zaczęła swoją karierę wokalną w 2011 roku, a 2 maja 2012 roku wydała swój debiutancki singel „Sora wa Takaku Kaze wa Utau” (空は高く風は歌う), który został wykorzystany jako drugi motyw końcowy w anime Fate/Zero. Jej drugi singel, „Overfly”, wydany 28 listopada tego samego roku, został wykorzystany również jako drugi motyw końcowy w anime Sword Art Online.
Pierwszy album artystki Oversky ukazał się 21 sierpnia 2013 roku i zajął 16 miejsce w rankingu Oriconu. Piosenka „Startear” została wykorzystana jako pierwszy motyw końcowy w 2 sezonie Sword Art Online, natomiast „Yoru no Niji wo Koete” (夜の虹を越えて) wykorzystano w grze wideo Sword Art Online: Lost Song. Wykonała także cover utworu „Kisaragi Attention” (如月アテンション) w anime Mekakucity Actors z 2014 roku.

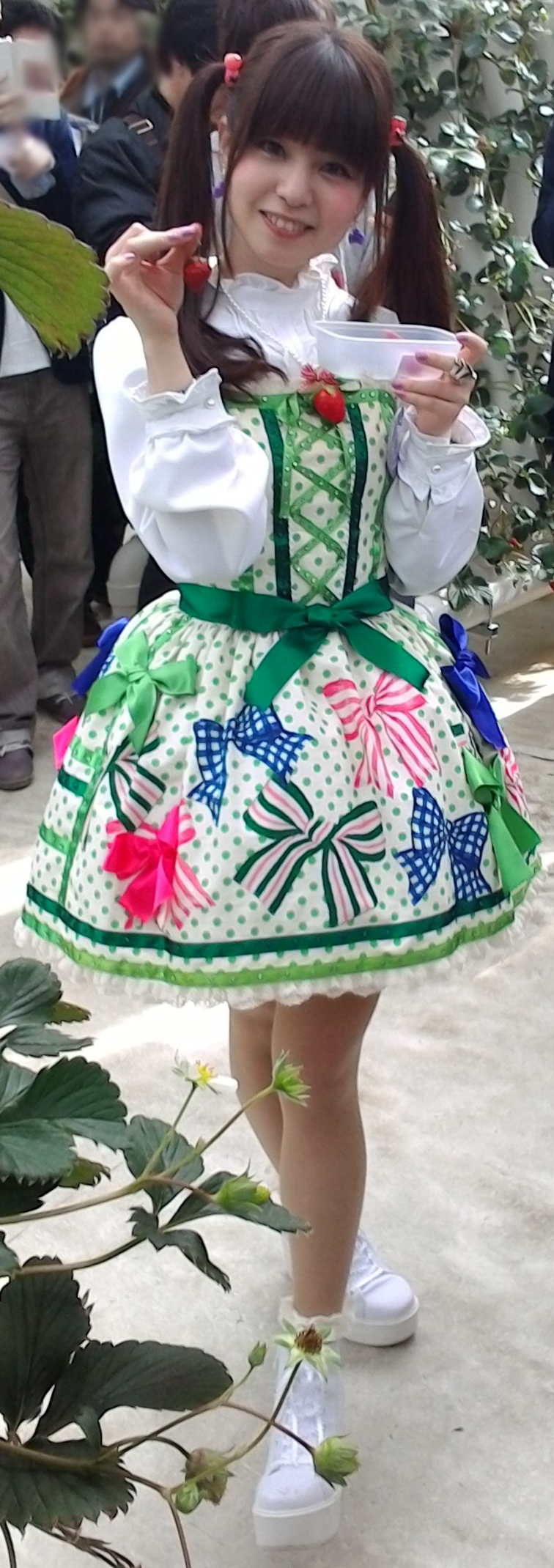
Zdjęcie wykonane 14 lutego 2016

28 stycznia 2015 roku jej siódmy singel „Kimiiro Signal” (君色シグナル) został użyty jako piosenka otwierająca anime Saenai Heroine no Sodatekata. Drugi album Luny Candy Lips ukazał się 25 marca 2015 roku. Z kolei pierwszy minialbum Dreamer pojawił się pod koniec roku. Jej ósmy singel „Ripple Effect”, który ukazał się 25 maja 2016 roku, został wykorzystany jako motyw końcowy anime High School Fleet.

### 2017–2020: Trzeci album „Lunarium”, best album „Luna Joule” i kolejne soundtracki do anime
22 lutego 2017 roku ukazał się drugi minialbum artystki SxW EP, Haruna współpracowała przy nim z Kotoko, Haruką Tomatsu, Riką Mayamą, Sachiką Misawą i Akirą z Disacode. Piosenka, którą stworzyła z Kotoko, „SxW -Soul World-”, została wykorzystana jako utwór przewodni w grze Accel World vs. Sword Art Online: Millennium Twilight. W kwietniu 2017 roku Haruna przeniosła się do wytwórni Sacra Music podlegającej Sony Music Entertainment Japan. Jej dziesiąty singel „Stella Breeze”, który ukazał się 3 maja, został użyty w specjalnym odcinku anime Saekano: How to Raise a Boring Girlfriend Flat. Trzeci album studyjny Lunarium ukazał się 21 czerwca. Jej jedenasty singel „KIRAMEKI☆Lifeline” (KIRAMEKI☆ライフライン) został wydany 8 listopada; piosenka została wykorzystana jako motyw końcowy serialu anime z 2017 roku Urahara, w którym zadebiutowała również jako aktorka głosowa.
7 czerwca 2018 roku został wydany jej cyfrowy singel „Justice”, a piosenka została użyta jako motyw otwierający grę Fate/Extella Link. Dwunasty singel, „Momoiro Typhoon” (桃色タイフーン), został wydany cyfrowo 29 lipca 2018 roku, a jego fizyczne wydanie ukazało się 22 sierpnia tego samego roku, piosenka została użyta jako motyw otwierający do anime Yuuna and the Haunted Hot Springs. Pierwszy best album Haruny Luna Joule został wydany 7 listopada 2018 i zawierał m.in. orkiestrową wersję utworu „Overfly”. 7 czerwca 2019 roku wydała limitowany cyfrowy singel zatytułowany „Lupa to Aries” (ルパとアリエス). Następnie ukazał się jej trzeci minialbum Glory Days został wydany 23 października tego samego roku, a utwór tytułowy został wykorzystany jako piosenka tematyczna do filmu anime Saenai Heroine no Sodatekata Fine. 18 marca 2020 roku został wydany trzynasty singel artystki „Peace!!!”, piosenka została wykorzystana jako szósty utwór kończący anime Puzzle & Dragon.

### Od 2021: Cyfrowy best album „HARUNA LUNA BEST 2012-2020”, obecnie
21 lipca 2021 roku został wydany pierwszy cyfrowy best album artystki pt. HARUNA LUNA BEST 2012-2020. 5 maja 2022 roku wydała swój pierwszy cyfrowy singel „BLUE ROSE” jako niezależna piosenkarka. Piosenka została wykorzystana jako utwór do postaci Cordie z gry mobilnej Memento Mori.
18 czerwca 2023 roku Luna Haruna pojawi się na festiwalu fantastyki Pyrkon, który odbywa się w Polsce.

## Dyskografia

### Albumy
| Tytuł      | Informacje                                                                      | Najwyższa pozycja | przy.  |
| Tytuł      | Informacje                                                                      | JPN (Oricon)      | przy.  |
| ---------- | ------------------------------------------------------------------------------- | ----------------- | ------ |
| Oversky    | - Wydany: 21 sierpnia 2013 - Wytwórnia: SME Records - Format: CD, CD+DVD, CD+BD | 16                | [ 15 ] |
| Candy Lips | - Wydany: 25 marca 2015 - Wytwórnia: SME Records - Format: CD, CD+DVD, CD+BD    | 21                | [ 20 ] |
| Lunarium   | - Wydany: 26 czerwca 2017 - Wytwórnia: SME Records - Format: CD, CD+DVD, CD+BD  | 27                | [ 27 ] |

### Best album
| Tytuł      | Informacje                                                                                                | Najwyższa pozycja | przy.  |
| Tytuł      | Informacje                                                                                                | JPN (Oricon)      | przy.  |
| ---------- | --- | ----------------- | ------ |
| Luna Joule | - Wydany: 7 listopada 2018 - Wytwórnia: Sacra Music - Format: CD, 2CD+BD, 2CD+BD+T-shirt+Photobook BOX ed | 33                | [ 33 ] |

### Digital best album
| Tytuł                      | Informacje                                                                             | Najwyższa pozycja | przy.  |
| Tytuł                      | Informacje                                                                             | JPN (Oricon)      | przy.  |
| -------------------------- | -------------------------------------------------------------------------------------- | ----------------- | ------ |
| HARUNA LUNA BEST 2012-2020 | - Wydany: 21 lipca 2021 - Wytwórnia: Sacra Music - Format: digital download, streaming | –                 | [ 37 ] |

### Minialbum
| Tytuł      | Informacje                                                                       | Najwyższa pozycja | przy.  |
| Tytuł      | Informacje                                                                       | JPN (Oricon)      | przy.  |
| ---------- | -------------------------------------------------------------------------------- | ----------------- | ------ |
| Dreamer    | - Wydany: 11 listopada 2015 - Wytwórnia: SME Records - Format: CD, CD+DVD, CD+BD | 28                | [ 21 ] |
| SxW EP     | - Wydany: 22 lutego 2017 - Wytwórnia: SME Records - Format: CD, CD+DVD           | 46                | [ 23 ] |
| Glory Days | - Wydany: 23 października 2019 - Wytwórnia: Sacra Music - Format: CD, CD+DVD     | 15                | [ 41 ] |

### Single
| Tytuł                                          | Data                 | Najwyższa pozycja | Album                      | przy.  |
| Tytuł                                          | Data                 | JPN (Oricon)      | Album                      | przy.  |
| ---------------------------------------------- | -------------------- | ----------------- | -------------------------- | ------ |
| 空は高く風は歌う (Sora wa Takaku Kaze wa Utau) | 2 maja 2012          | 13                | Oversky                    | [ 13 ] |
| Overfly                                        | 28 listopada 2012    | 7                 | Oversky                    | [ 42 ] |
| 君がくれた世界 (Kimi ga Kureta Sekai)          | 15 maja 2013         | 56                | Oversky                    | [ 43 ] |
| アイヲウタエ (Ai wo Utae)                      | 24 lipca 2013        | 13                | Oversky                    | [ 44 ] |
| Snowdrop                                       | 11 grudnia 2013      | 14                | Candy Lips                 | [ 45 ] |
| Startear                                       | 20 sierpnia 2014     | 13                | Candy Lips                 | [ 46 ] |
| 君色シグナル (Kimiiro Signal)                  | 28 stycznia 2015     | 21                | Candy Lips                 | [ 47 ] |
| Ripple Effect                                  | 25 maja 2016         | 27                | Lunarium                   | [ 48 ] |
| Windia                                         | 12 października 2016 | 24                | Lunarium                   | [ 49 ] |
| ステラブリーズ (Stella Breeze)                 | 3 maja 2017          | 22                | Lunarium                   | [ 50 ] |
| KIRAMEKI☆ライフライン (KIRAMEKI☆Lifeline)      | 8 listopada 2017     | 44                | Haruna Luna Best 2012-2020 | [ 51 ] |
| 桃色タイフーン (Momoiro Typhoon)               | 22 sierpnia 2018     | 34                | Haruna Luna Best 2012-2020 | [ 52 ] |
| Peace!                                         | 18 marca 2020        | 37                | Haruna Luna Best 2012-2020 | [ 36 ] |

### Digital single
| Tytuł                                   | Data                 | Album                      | Najwyższa pozycja | przy.  |
| Tytuł                                   | Data                 | Album                      | JPN (Oricon)      | przy.  |
| --------------------------------------- | -------------------- | -------------------------- | ----------------- | ------ |
| るなティックワード (Lunatic World)      | 2 maja 2014          | Candy Lips                 | –                 | [ 53 ] |
| JUSTICE                                 | 7 czerwca 2018       | Luna Joule                 | –                 | [ 54 ] |
| ルパとアリエス (Lupa and Aries)         | 7 czerwca 2019       | Haruna Luna Best 2012-2020 | –                 | [ 55 ] |
| 回転木馬 (Kaiten Mokuba)                | 2 sierpnia 2019      | Haruna Luna Best 2012-2020 | –                 | [ 56 ] |
| glory days-movie ver.- (Lupa and Aries) | 23 października 2020 | Singel spoza albumu        | –                 | [ 57 ] |
| BLUE ROSE (Kaiten Mokuba)               | 2 maja 2022          | Singel spoza albumu        | –                 | [ 38 ] |